# Wallace (Idaho)
Wallace település az Amerikai Egyesült Államok Idaho államában, Shoshone megyében, melynek megyeszékhelye is. Lakosainak száma 791 fő (2020. április 1.).

## Népesség
A település népességének változása:

| 2010 | 784 |
| 2020 | 791 |